# Gmina Herby
Die Gmina Herby ist eine Landgemeinde im Powiat Lubliniecki der Woiwodschaft Schlesien in Polen. Ihr Sitz ist das gleichnamige Dorf.

## Geschichte

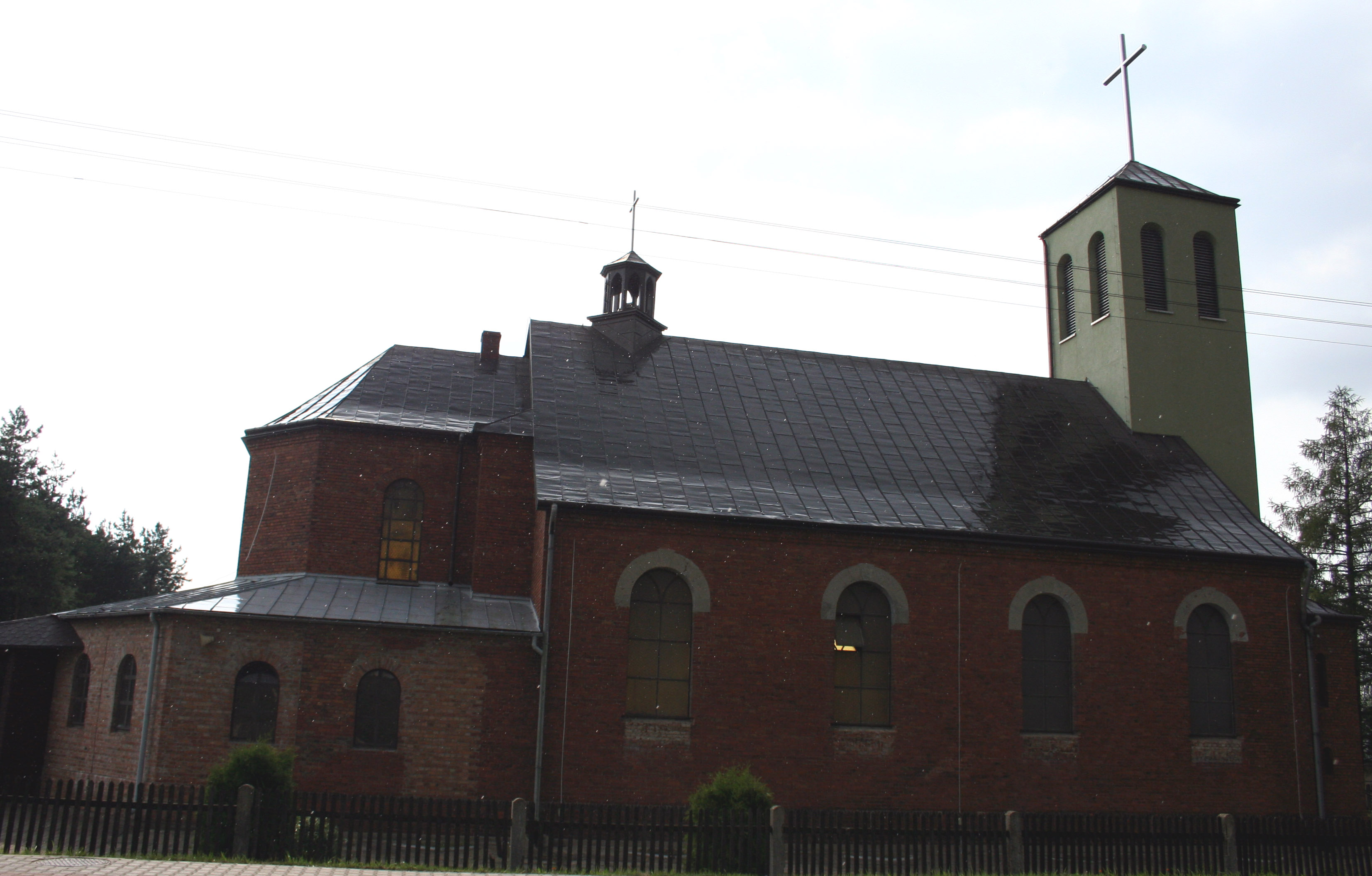
Herzjesukirche in Herby, erbaut 1938

Die Gemeinde wie auch der Kernort Herby liegen auf der Grenze der historischen Landschaften Kleinpolen und Schlesien. Damit gab es ein Schlesisch-Herby (Herby Śląskie), von den Schlesischen Kriegen Friedrichs des Großen bis 1922 Preußisch-Herby (Herby Pruskie), und ein Polnisch-Herby (Herby Polskie), von der Dritten Teilung Polens bis zum Ersten Weltkrieg Russisch Herby (Herby Ruskie).
Mit der Teilung Oberschlesiens kam der schlesische Teil von Herby vom Deutschen Reich an die Zweite Polnische Republik und gehörte darin zur Autonomen Woiwodschaft Schlesien.

## Gliederung
Administrativ gegliedert ist die Gemeinde in die acht Schulzenämter (sołectwa):
- Herby (Sitz der Gemeinde)
- Lisów (Lissau)
- Olszyna (Ollschin)
- Kalina (Kallina, älter auch Kalnau[2])
- Hadra
- Chwostek
- Tanina (Taniner Hammer)[3]
- Łebki

Weitere Siedlungen und Einzelhöfe sind:
- Brasowe
- Braszczok
- Cztery Kopy
- Drapacz
- Głąby
- Kierzki
- Kolonia Lisów (Liebsdorf)[4]
- Łęg
- Mochała (Mochalerhammer)[5]
- Niwy
- Oleksiki
- Otrzęsie
- Pietrzaki
- Piłka
- Pustkowi
- Turza

## Politik

### Gemeindevorsteher
An der Spitze der Verwaltung steht der Gemeindevorsteher. Von 2006 bis zu seinem Tod Anfang 2017 war dies Roman Alojzy Banduch. Anschließend  wurde das Amt von Iwona Burek zunächst kommissarisch übernommen. Bei der turnusmäßigen Wahl im April 2024 wurde sie ohne Gegenkandidaten mit 85,9 % der Stimmen wiedergewählt. Schon bei der turnusmäßigen Wahl im Oktober 2018 war sie ohne Gegenkandidaten mit 93,3 % der Stimmen gewählt worden.

### Gemeinderat
Der Gemeinderat von Herby besteht aus 15 Mitgliedern, die in Einzelwahlkreisen gewählt werden. Bei der Wahl 2024 wurden alle 15 Kandidaten des Wahlkomitees von Iwona Burek ohne Gegenkandidaten in stiller Wahl gewählt.
Die Wahl 2018 führte zu folgendem Ergebnis:
- Wahlkomitee Iwona Burek 56,0 % der Stimmen, 15 Sitze
- Wahlkomitee „Forum Lokalverwaltung in Lublinietz“ 44,0 % der Stimmen, kein Sitz

Dabei wurden in 14 der 15 Wahlkreise die Kandidaten des Wahlkomitees von Iwona Burek ohne Gegenkandidaten in stiller Wahl gewählt. Lediglich im Wahlkreis 9 gab es eine Abstimmung.

## Wirtschaft
Das Recyclingwerk in Herby ist einer der größten Schrottverarbeiter in Polen.

## Verkehr

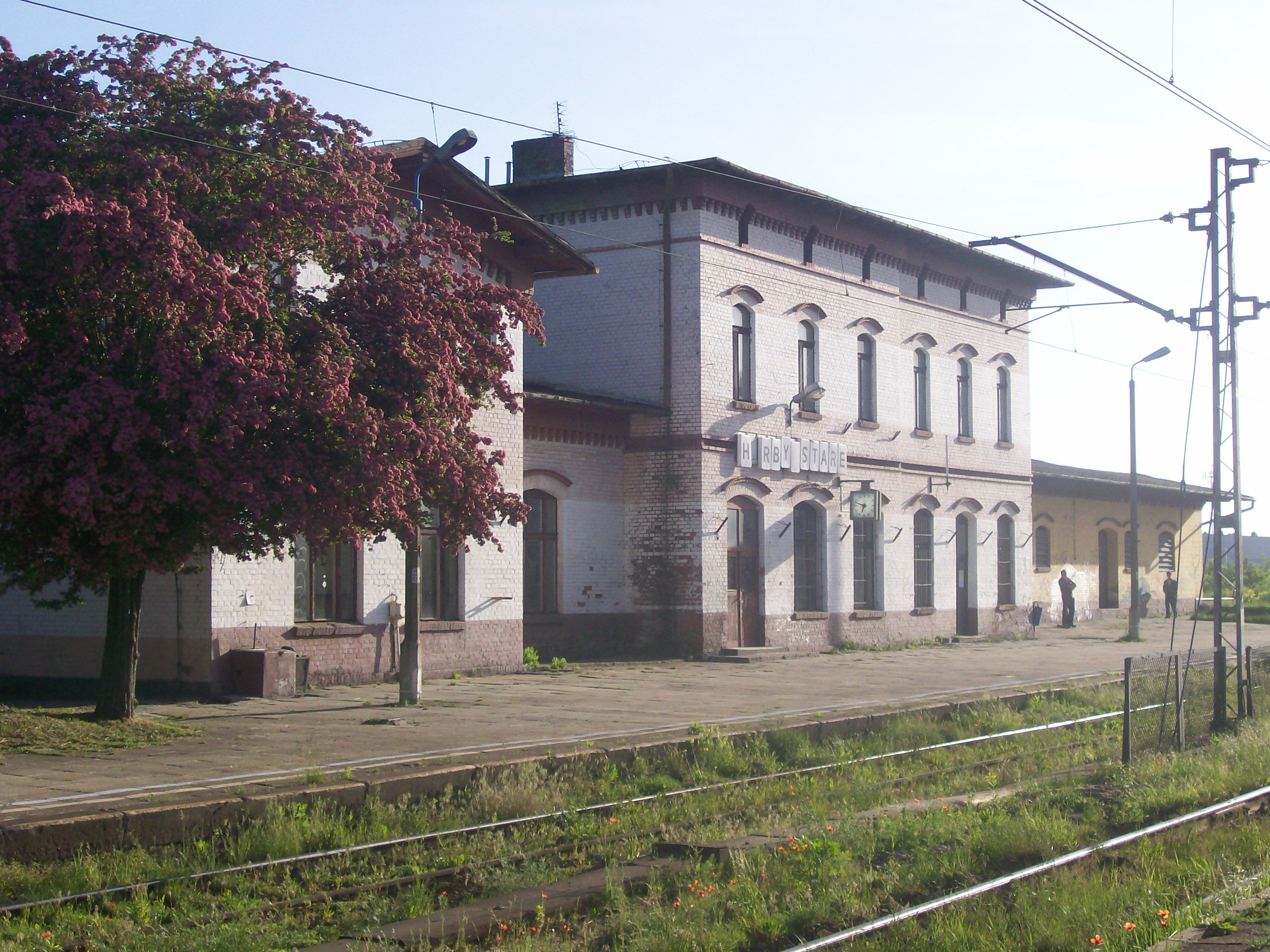
Bahnhof Herby Stare

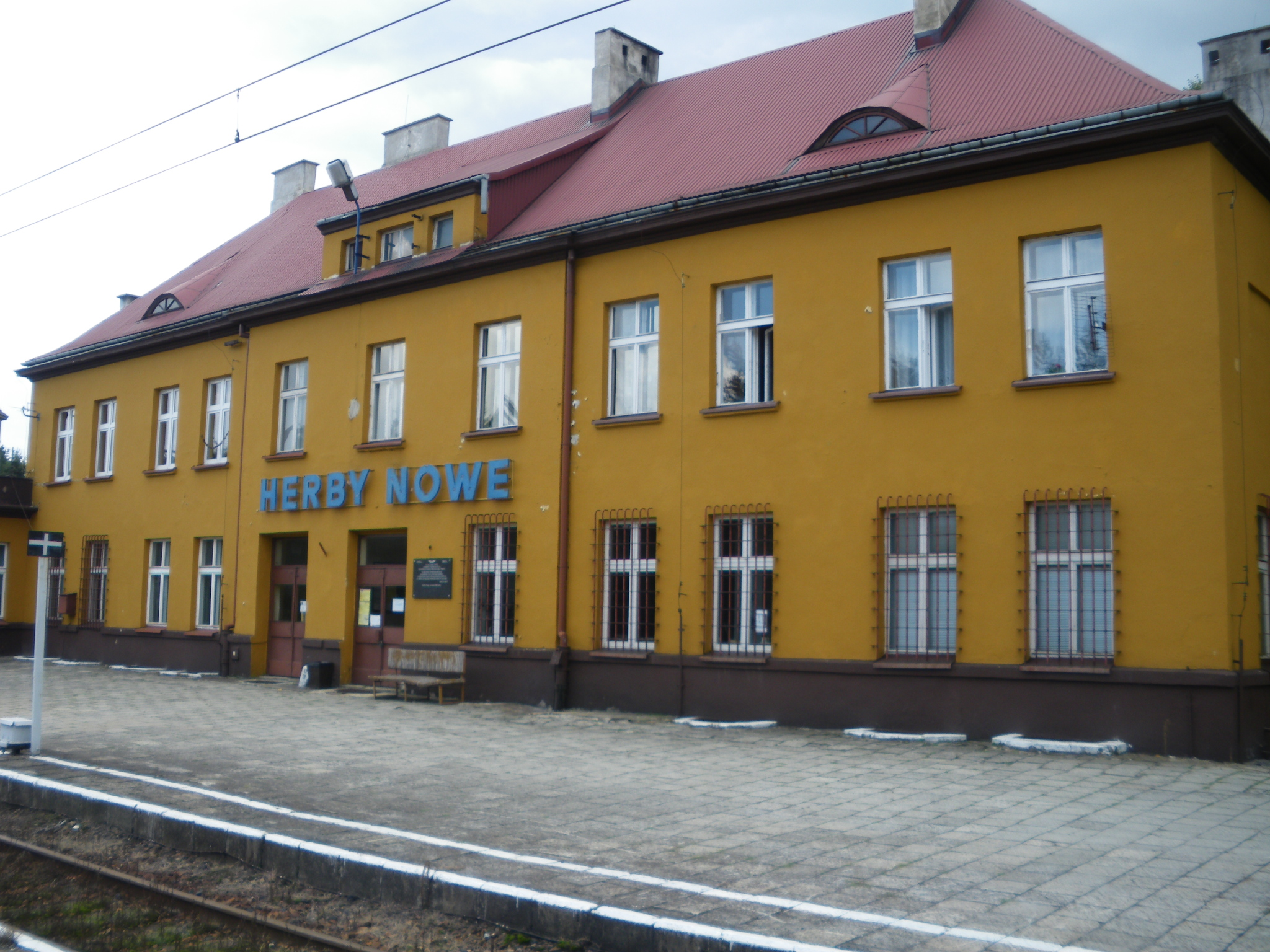
Bahnhof Herby Nowe

1892 bekam Herby einen Bahnanschluss auf preußisch-deutschem Gebiet nach Lublinitz (polnisch Lubliniec). Eine grenzüberschreitende Bahnverbindung wurde erst 1903 verwirklicht, beeinträchtigt durch einen Spurwechsel; die russische Strecke von Kielce über Tschenstochau nach Herby wurde in Kapspur angelegt. Die Verbindung Częstochowa–Herby–Lubliniec–Opole ist eine normalspurige elektrifizierte Hauptbahn, im Gemeindeteil Lisów gibt es einen weiteren Bahnhof an dieser Strecke.
Mit dem Bau der Kohlenmagistrale, der Bahnstrecke Chorzów–Tczew, die westlich am Kernort vorbeiführt, entstand zusätzlich zum siedlungsnahen ehemals preußischen Bahnhof Herby Stare als Knotenpunkt der Bahnhof Herby Nowe, an dem die Bahnstrecke Herby–Oleśnica von der Kohlenmagistrale abzweigt.
Die Station Herby Stare dient nur noch dem Regionalverkehr der Przewozy Regionalne. Das Gebäude des ehemaligen russischen Bahnhofs einen Kilometer östlich davon dient nicht mehr dem Bahnverkehr, sondern als Wohnhaus.

## Persönlichkeit
- Gerhard Kegel (1907–1989), Mitarbeiter der deutschen Botschaft in Warschau und des Außenministeriums, nach dem Zweiten Weltkrieg Redakteur des Neuen Deutschland und Botschafter der DDR bei der UNO.